# Мулы (Мякишинское сельское поселение)
Мулы — опустевшая деревня в Верхошижемском районе Кировской области в составе Мякишинского сельского поселения. 

## География
Находится на расстоянии примерно 20 км на юг от районного центра посёлка Верхошижемье. 

## История
Известна была с 1781 года как починок Мулинский, который состоял из 3 дворов, в которых проживал 41 житель. В 1873 году здесь (починок Мулинский или Мулы) было учтено дворов 18 и жителей 142, в 1905 21 и 185, в 1926 (уже деревня Мулы или Мулинский) 24 и 159, в 1950 30 и 110. В 1989 году проживало 15 человек. Нынешнее название закрепилось с 1939 года. 

## Население
Постоянное население не было учтено как в 2002 году, так и в 2010.